# الصادق غيلب
الصادق غيلب ولد حوالي 1840 في تونس العاصمة وتوفي في 1912، هو سياسي تونسي.

## العائلة
ولد الصادق في عائلة ثرية من مدينة تونس أصولها تركية، تكون أفرادها أساسا من الشواشين و عدول الإشهاد. تزوج من تركية، وهو خال الوزير الأكبر مصطفى الدنقزلي.

## السيرة الذاتية
درس الصادق في جامع الزيتونة، وعلى عكس التقاليد العائلية، اهتم بإدارة الباي، فأصبح ياور محمد الصادق باي بين 1864 و1877، ثم أصبح عضوا في المجلس البلدي بتونس بصفة نائب رئيسه في 1877، ثم مندوب تونس لدى الكومسيون المالي في 1878. 

بين 1886 و1902، عين على التوالي كقائد-حاكم الكاف وسليمان وبنزرت ونابل. عين ابتداءًا من 28 يوليو 1902 في منصب شيخ مدينة تونس وذلك حتى وفاته في 1912.

## التشريفات
تلقى الصادق غيلب التشريفات التالية:
- الوشاح الأكبر لنيشان الافتخار (تونس).
- ضابط وسام جوقة الشرف (فرنسا).
- قائد وسام إيزابيلا الكاثوليكية (إسبانيا).
- قائد وسام المحرر (فنزويلا).
- قائد وسام سان ستانيسلاس (روسيا).
- قائد وسام فرانتس يوزف (الإمبراطورية النمساوية المجرية).